# Elezioni generali nel Regno Unito del 2015
Le elezioni generali nel Regno Unito del 2015 si svolsero il 7 maggio per il rinnovo della Camera dei comuni. Oltre alle elezioni generali, si tennero anche elezioni locali in gran parte dell'Inghilterra, con l'eccezione della Greater London.
I sondaggi svolti durante la campagna elettorale suggerivano che il consenso fosse diviso equamente tra Conservatori e Laburisti, il che portò a speculazioni relative a un altro hung Parliament, cioè un Parlamento senza maggioranza assoluta. I sondaggi si rivelarono poi essere drasticamente sottostimati per quanto riguarda il voto conservatore, il che condusse a un effetto simile alla vittoria a sorpresa nelle elezioni del 1992. Il Primo Ministro in carica David Cameron, che governava dal 2010 in coalizione con i Liberal Democratici, fu rieletto per un secondo mandato con il 36,9% dei voti e 331 seggi, questa volta con una maggioranza parlamentare di 15 voti rispetto al minimo necessario per formare un governo (considerato che i seggi ottenuti da Sinn Féin non vengono tradizionalmente occupati). Cameron costituì il suo secondo governo, il primo a maggioranza conservatrice dal 1992. Il Partito Laburista, guidato da Ed Miliband, arrivò secondo con il 30,4% dei voti e 232 seggi, al di sotto delle attese e scontando la peggior sconfitta elettorale fin dalle elezioni del 1987.
Il Partito Nazionale Scozzese (SNP) registrò un aumento consistente dei voti rispetto al referendum sull'indipendenza della Scozia del 2014, e ottenne il risultato senza precedenti di 56 su 59 seggi in Scozia, sottraendoli ai laburisti e divenendo il terzo partito alla Camera dei Comuni. I Liberal Democratici (LD), guidati dal Vice Primo Ministro uscente Nick Clegg, persero 49 sui 57 seggi che detenevano, e la loro percentuale di votanti scese al livello più basso sin dalle elezioni del 1970. I LD rimasero con un totale di 8 deputati, numero uguale a quelli del Partito Unionista Democratico dell'Irlanda del Nord: ognuno dei due partiti costituì il quarto partito alla Camera dei Comuni. I Verdi detennero il loro unico collegio di Brighton Pavilion con una larga maggioranza e descrissero il proprio risultato come una "ondata verde", mentre il Partito Nazionale Britannico soffrì una emorragia di voti. La campagna elettorale fu segnata da una maggiore visibilità del Partito per l'Indipendenza del Regno Unito (UKIP), che arrivò terzo come numero di voti (12,9%), ma con solo un seggio conquistato, quello di Clacton; il leader Nigel Farage non riuscì a vincere il seggio di South Thanet. I risultati elettorali portarono alle dimissioni Ed Miliband, Nick Clegg e Nigel Farage come leader dei rispettivi partiti.
Diversi importanti deputati persero il loro seggio in queste elezioni, tra cui i ministri del governo ombra laburista Ed Balls, Douglas Alexander e il leader dei laburisti scozzesi Jim Murphy. Gli ex ministri liberal democratici del governo Vince Cable, Danny Alexander, Simon Hughes e Ed Davey non riuscirono a riconquistare il proprio seggio, anche se Nick Clegg fu rieletto nel collegio di Sheffield Hallam, con una percentuale di voti inferiore rispetto all'ultima elezione. Il Ministro del Lavoro Esther McVey fu la principale esponente conservatrice a non essere rieletta, mentre la sconfitta del deputato UKIP Mark Reckless nel collegio di Rochester and Strood dimezzò la rappresentanza parlamentare del suo partito. I risultati elettorali portarono a un dibattito sulla riforma elettorale, specialmente da parte dell'UKIP, che con il 12,6% del voto popolare conquistò solo un seggio alla Camera dei Comuni. Il British Polling Council diede avvio a un'inchiesta sul considerevole scollamento tra i voti ottenuti dai partiti e i sondaggi elettorali effettuati prima del voto.

## Risultati
Dopo lo spoglio in tutti i 650 collegi, i risultati furono i seguenti:
| Partito | Partito                        | Leader             | Voti (%) | Voti       | Seggi | Seggi |
| ------- | ------------------------------ | ------------------ | -------- | ---------- | ----- | ----- |
|         | Conservatore                   | David Cameron      | 36,8     | 11.334.920 | 331   |       |
|         | Laburista                      | Ed Miliband        | 30,4     | 9.344.328  | 232   |       |
|         | Indipendenza del Regno Unito   | Nigel Farage       | 12,6     | 3.881.129  | 1     |       |
|         | Liberal Democratici            | Nick Clegg         | 7,9      | 2.415.888  | 8     |       |
|         | Nazionale Scozzese             | Nicola Sturgeon    | 4,7      | 1.454.436  | 56    |       |
|         | Verdi                          | Natalie Bennett    | 3,8      | 1.154.562  | 1     |       |
|         | Unionista Democratico          | Peter Robinson     | 0,6      | 184.260    | 8     |       |
|         | Plaid Cymru                    | Leanne Wood        | 0,6      | 181.694    | 3     |       |
|         | Sinn Féin                      | Gerry Adams        | 0,6      | 176.232    | 4     |       |
|         | Unionista dell'Ulster          | Mike Nesbitt       | 0,4      | 114.935    | 2     |       |
|         | Social Democratico e Laburista | Alasdair McDonnell | 0,3      | 99.809     | 3     |       |
|         | Altri                          | N/A                | 1,1      | 349.487    | 1     |       |
| Totale  | Totale                         | Totale             | 100      | 30.691.680 | 650   |       |

|                       |                       |  |       |       |
| --------------------- | --------------------- |  | ----- | ----- |
| Conservatori          | Conservatori          |  | 50,9% | 50,9% |
| Laburisti             | Laburisti             |  | 35,7% | 35,7% |
| Nazionalisti Scozzesi | Nazionalisti Scozzesi |  | 8,6%  | 8,6%  |
| Liberal-Democratici   | Liberal-Democratici   |  | 1,2%  | 1,2%  |
| Unionisti Democratici | Unionisti Democratici |  | 1,2%  | 1,2%  |
| Altri                 | Altri                 |  | 2,4%  | 2,4%  |